# گروه نتورک۱۸
گروه نتورک۱۸ (انگلیسی: Network18 Group) شرکت رسانه‌ای هندی است، که در سال ۱۹۹۶ تأسیس شد.